# Madi Artygalijew
Madi Adijewicz Artygalijew (oryg. Мади Адиевич Артыгалиев; ur. 4 marca 1950) – kazachstański polityk i działacz społeczny, w latach 1996–1999 deputowany do Mażylisu Parlamentu Republiki Kazachstanu I kadencji.

## Życiorys
Urodził się 4 marca 1950 roku. Jest narodowości kazachskiej. Od 30 stycznia 1996 do 1999 roku był deputowanym do Mażylisu Parlamentu Republiki Kazachstanu I kadencji. Po zakończeniu pracy w parlamencie w 1999 roku objął funkcję doradcy premiera Kazachstanu Kasyma-Żomarta Tokajewa. W 2004 roku był kierownikiem przedstawicielstwa spółki akcyjnej „Ałasz” i startował jako kandydat niezależny w wyborach do Mażylisu III kadencji z Okręgu Wyborczego Nr 2 miasta Astana. Mandatu deputowanego nie uzyskał. Do około listopada 2006 roku pracował w Ministerstwie Kultury i Informacji Kazachstanu i pełnił funkcję przewodniczącego Fundacji Kultury i Sztuki. Od co najmniej 2007 roku do nie mniej niż 2014 roku pracował jako dyrektor generalny fundacji społecznej „Kazachstan Madinijeti”. W 2007 roku bezskutecznie kandydował w wyborach do Mażylisu IV kadencji z ramienia Demokratycznej Partii Kazachstanu „Ak Żoł”. W 2012 roku pełnił funkcję zastępcy przewodniczącego Demokratycznej Partii „Ädilet”. 27 stycznia tego roku ukazało się oświadczenie o usunięciu go ze stanowiska wraz z szeregiem innych osób z kierownictwa partii. Artygalijew i trzej inni dotychczasowi wiceprzewodniczący „Ädiletu” nie uznali tej decyzji i ogłosili, że jest ona bezprawna. W 2014 roku wchodził w skład Rady Społecznej (instytucji kontrolującej działalność policji) przy Ministerstwie Spraw Wewnętrznych Kazachstanu. W 2015 roku był niezależnym doradcą akima obwodu karagandyjskiego. W 2019 roku wchodził w skład Rady Społecznej Rejonu Bajkonurskiego Miasta Nur-Sułtan jako „działacz społeczny”.

## Odznaczenia
- Medal „Za pracowniczą wybitność” (3 grudnia 2015) – za zasługi w działalności państwowej i społecznej, znaczący wkład w społeczno-ekonomiczny i kulturalny rozwój kraju, wzmocnienie przyjaźni i współpracy między narodami[1].

## Kontrowersje
Pod koniec 1999 roku kazachstańskie media zwracały uwagę, że wszyscy deputowani do parlamentu I kadencji, którzy nie trafili do Mażylisu II kadencji, otrzymali wkrótce posady w organach władzy wykonawczej. Jedną z takich osób był Madi Artygalijew. Zdaniem mediów było to zjawisko niezgodne z duchem demokracji i nietransparentne. W lutym 2007 roku media informowały, że Artygalijew w cztery miesiące po odejściu z pracy w Ministerstwie Kultury i Informacji oraz opuszczeniu stanowiska przewodniczącego Fundacji Kultury i Sztuki, nadal nielegalnie przedstawiał się jako przedstawiciel tych instytucji oraz wręczał w ich imieniu odznaczenia, zaświadczenia i tytuły działaczom kultury.